# Berecz József
Berecz József (Nyíregyháza, 1927. március 14. – Budapest, 2006. december 25.) újságíró, könyvtáros, gimnáziumi tanár.

## Életrajza
1945-ben érettségizett a nyíregyházi evangélikus Kossuth Lajos Gimnáziumban. 1947-ben költözött Budapestre, ahol a Szabad Szó, illetve a Szabad Föld újságírója lett. 1954–1957 között a Magyar Nemzet szerkesztője, rovatvezetője volt, majd Nagykállóban a járási könyvtár vezetője. 1959-ben kezdte tanulmányait az Eötvös Loránd Tudományegyetem történelem-könyvtár szakán, ahol 1964-ben diplomázott. 
1960-ban visszatért Budapestre, ahol az Országos Pedagógiai Könyvtár és Múzeum könyvtárosa lett. 1969-ben  Miskolcra költözött, ahol 1975-ig az Észak-Magyarország című napilap rovatvezetője, majd 1976-tól a II. Rákóczi Ferenc Megyei Könyvtár igazgatója. 1986-tól a Déli Hírlap olvasószerkesztője, 1990-től pedig a Miskolci Bölcsész Egyesületben tanított sajtótörténetet. Jelentős sajtótörténeti, könyvtártörténeti és művelődéstörténeti kutatásai voltak.
Budapesten hunyt el 79 évesen, 2006. december 25-én.